# Levan de Karthli
Levan de Karthli, Shah-Qouli-Khan ou Levan Batonishvili (en géorgien : ლევან ბატონიშვილი ; 1660-1709) est régent de Karthli de 1703 à 1709 puis roi titulaire de Karthli en 1709.

## Biographie
Levan de Karthlie est le quatrième fils du roi Vakhtang V de Karthli.
Dès 1675, il est nommé Janisin (« gouverneur ») de Karthli pendant les absences de son frère aîné le roi Georges XI de Karthli, qui exerce des fonctions militaires importantes pour le compte du Chah d'Iran.
Convoqué à Ispahan en 1677, il devient musulman et reçoit le nom de Shah-Qouli-Khan ; il est ensuite nommé gouverneur du Kerman et commandant des forces auxiliaires géorgiennes. Il rétablit l'ordre dans les provinces orientales de l'Empire perse lors de la révoltes des tribus du Baloutchistan de 1698 à 1701. En récompense de ses loyaux services, le Chah le nomme en 1701 Divanbeg (« chef de la justice ») de Perse pendant que son fils aîné Kai-Khosrov devient Darogha (« préfet ») d'Ispahan.
Il redevient régent de Karthli en 1703, toujours pour le compte de son frère Georges XI de Karthli, absent. Lorsque ce dernier est tué le 23 avril 1709 par Mirwais Khan Hotak en Afghanistan, il devient roi titulaire de Karthli mais il meurt à Ispahan le 13 juillet suivant.
Le titre de roi revient à son fils aîné Kai-Khosrov, mais ce dernier étant lui-même commandant en chef des armées iraniennes, la régence du Karthli est exercée par son second fils Vakhtang.
Bien qu'officiellement musulman, Levan Shah-Qouli-Khan est un protecteur des églises chrétiennes, il encourage les études géorgiennes et aide son cousin le moine Saba Soulkan-Orbéliani à éditer le premier dictionnaire géorgien.

## Mariage et descendance
Levan a eu deux épouses :
1. en 1662 Toutha (morte en 1678), fille du prince Kai-Khosrov II Guriéli de Gourie, dont :
  - Kai-Khosrov Ier (1674-1711) ;
  - Vakhtang VI ;
  - Domentios III (1676-1742), Patriarche-Catholicos de Géorgie de 1705 à 1725 et de 1737 à 1742 ;
  - Rostom Khan, général de l'armée perse, tué lors du combat de Gulnabad par les Afghans le 8 mars 1722 ;
2. en 1680 Tinatin, fille du prince Georges Panaskertie-Avalishvili, dont :
  - Jessé Ier, Ali-Qouli-Khan puis Moustapha Pacha ;
  - Simon (1683-1740) ;
  - Teimouraz (1688-1710) ;
  - Alexandre (1689-27 septembre 1711), général de l'armée perse, tué aux côtés de son demi-frère Kai-Kosrov  à Kandahar lors de la révolte des Afghans.

## Sources
- Cyrille Toumanoff, Les dynasties de la Caucasie chrétienne de l'Antiquité jusqu'au XIXe siècle : Tables généalogiques et chronologiques, Rome, 1990, p. 144-146.
- Marie-Félicité Brosset, Histoire de la Géorgie, tome II : Histoire moderne de la Géorgie, réédition Adamant Media Corporation  (ISBN 0543944808), « Chronique de Sekhnia Tchkeidzé », p. 7-54.